# Neuseeländische Frauen-Cricket-Nationalmannschaft in Australien in der Saison 2024/25
Die Tour der neuseeländischen Frauen-Cricket-Nationalmannschaft nach Australien in der Saison 2024/25 fand vom 19. bis zum 14. September 2024 statt. Die internationale Cricket-Tour war Bestandteil der internationalen Cricket-Saison 2024/25 und umfasste drei WTwenty20s. Australien gewann die Serie mit 3−0.

## Vorgeschichte
Für beide Mannschaften war es die erste Tour der Saison. Das letzte Aufeinandertreffen der beiden Mannschaften fand in der Saison 2020/21 in Neuseeland statt.

## Stadion
Die folgenden Stadien wurden für die Tour ausgewählt.
| Stadion                  | Stadt    | Kapazität | Spiele       |
| ------------------------ | -------- | --------- | ------------ |
| Allan Border Field       | Brisbane | 2.500     | 1. – 2. WT20 |
| Great Barrier Reef Arena | Mackay   | 10.000    | 3. WT20      |

## Kaderlisten
Australien benannte seinen Kader am 26. August 2024.
Neuseeland benannte seinen Kader am 10. September 2024.
| WTwenty20 | WTwenty20 |
| Australien | Neuseeland |
| --- | --- |
| - Alyssa Healy (K, wk) - Tahlia McGrath (VK) - Darcie Brown - Ashleigh Gardner - Kim Garth - Heather Graham - Grace Harris - Alana King - Phoebe Litchfield - Sophie Molineux - Beth Mooney (wk) - Ellyse Perry - Megan Schutt - Annabel Sutherland - Georgia Wareham - Tayla Vlaeminck | - Sophie Devine (K) - Suzie Bates - Eden Carson - Izzy Gaze (wk) - Maddy Green - Brooke Halliday - Fran Jonas - Leigh Kasperek - Jess Kerr - Amelia Kerr - Rosemary Mair - Molly Penfold - Georgia Plimmer - Hannah Rowe - Lea Tahuhu |

## Women’s Twenty20 International

### Erstes WTwenty20 in Mackay
| 19. September Scorecard | Mackay | Neuseeland 143-7 (20)            | – | Australien 145-5 (18.4) |
|                         |        | Australien gewinnt mit 5 Wickets |   |                         |

Neuseeland gewann den Münzwurf und entschied sich als Schlagmannschaft zu beginnen. Für sie begannen Suzie Bates und Georgia Plimmer. Plimmer erreichte 11 Runs, woraufhin Maddy Green aufs Feld kam. Bates gelangen 33 Runs und die ihr folgende Izzy Gaze 11 Runs. Daraufhin kam Leigh Kasperek ins Spiel und Green schied nach 35 Runs aus. Ersetzt durch Jess Kerr, verlor Kasparek nach 14 Runs ihr Wicket. Kerr beendete daraufhin ungeschlagen das Innings nach 11* Runs und erhöhte so die Vorgabe auf 144 Runs. Insgesamt sechs Bowlerinnen konnten jeweils ein Wicket erzielen. Für Australien formten die Eröffnungs-Batterinnen Beth Mooney und Alyssa Healy eine Partnerschaft. Mooney erreichte 13 und Healy 17 Runs, woraufhin Phoebe Litchfield und Georgia Wareham eine weitere Partnerschaft formten. Wareham schied nach 26 Runs aus, während Litchfield mit einem Fifty über 64* Runs die Vorgabe im vorletzten Over  einholte. Beste neuseeländische Bowlerin war Molly Penfold mit 2 Wickets für 24 Runs. Als Spielerin des Spiels wurde Phoebe Litchfield ausgezeichnet.

### Zweites WTwenty20 in Mackay
| 22. September Scorecard | Mackay | Australien 142 (19.3)          | – | Neuseeland 113-7 (20) |
|                         |        | Australien gewinnt mit 29 Runs |   |                       |

Australien gewann den Münzwurf und entschied sich als Schlagmannschaft zu beginnen. Für sie begannen Alyssa Healy und Beth Mooney. Mooney gelangen 10 Runs und wurde durch Ellyse Perry ersetzt. Healy konnte 38 Runs erzielen und wurde gefolgt durch Ashleigh Gardner. Perry schied nach 34 Runs aus und Gardner nach 18 Runs, worauf sich keine weitere Spielerin etablieren konnte und das Innings mit einer Vorgabe von 142 Runs endete. Beste neuseeländische Bowlerin war Amelia Kerr mit 4 Wickets für 20 Runs. Für Neuseeland erzielte Eröffnungs-Batterin Suzie Bates 34 Runs, bevor Brooke Halliday und Maddy Green eine Partnerschaft formten. Halliday erreichte 11 Runs und wurde durch Izzy Gaze ersetzt. Green gelangen 21 Runs und Gaze beendete das Innings ungeschlagen mit 18* Runs, was jedoch nicht ausreichte, um die Vorgabe zu gefährden. Beste australische Bowlerin war Ashleigh Gardner mit 3 Wickets für 16 Runs. Als Spielerin des Spiels wurde Ashleigh Gardner ausgezeichnet.

### Drittes WTwenty20 in Brisbane
| 24. September Scorecard | Brisbane (ABF) | Neuseeland 146-6 (20)            | – | Australien 148-5 (19.1) |
|                         |                | Australien gewinnt mit 5 Wickets |   |                         |

Neuseeland gewann den Münzwurf und entschied sich als Schlagmannschaft zu beginnen. Für sie bildeten die Eröffnungs-Batterinnen Suzie Bates und Georgia Plimmer eine Partnerschaft. Bates erreichte 19 Runs und wurde durch Amelia Kerr gefolgt. Plimmer erzielte ein Fifty über 53 Runs und Kerr schied kurz darauf nach 40 Runs aus, bevor Maddy Green mit 12* Runs die Vorgabe auf 147 Runs erhöhte. Beste australische Bowlerinnen waren Georgia Wareham mit 2 Wickets für 21 Runs und Annabel Sutherland mit 2 Wickets für 23 Runs. Für Australien formten die Eröffnungs-Batterin Alyssa Healy zusammen mit der dritten Schlagfrau Georgia Wareham eine Partnerschaft. Healy erreichte 27 Runs und wurde durch Ellyse Perry gefolgt, bevor auch Wareham nach 26 Runs ausschied und durch Ashleigh Gardner ersetzt wurde. Perry konnte 36 Runs erzielen und kurz darauf schied auch Gardner nach 33 Runs aus, bevor kurz darauf die Vorgabe durch Phoebe Litchfield (5* Runs) und Tahlia McGrath (6* Runs) eingeholt wurde. Beste neuseeländische Bowlerin war Eden Carson mit 2 Wickets für 29 Runs. Als Spielerin des Spiels wurde Georgia Wareham ausgezeichnet.

## Auszeichnungen

### Player of the Series
Als Player of the Series wurden der folgende Spieler ausgezeichnet.
| Serie | Player of the Series |
| ----- | -------------------- |
| WT20  | Ashleigh Gardner     |

### Player of the Match
Als Player of the Match wurden die folgenden Spielerinnen ausgezeichnet.
| Spiel   | Player of the Match |
| ------- | ------------------- |
| 1. WT20 | Phoebe Litchfield   |
| 2. WT20 | Ashleigh Gardner    |
| 3. WT20 | Georgia Wareham     |